# Liste de variétés de piment

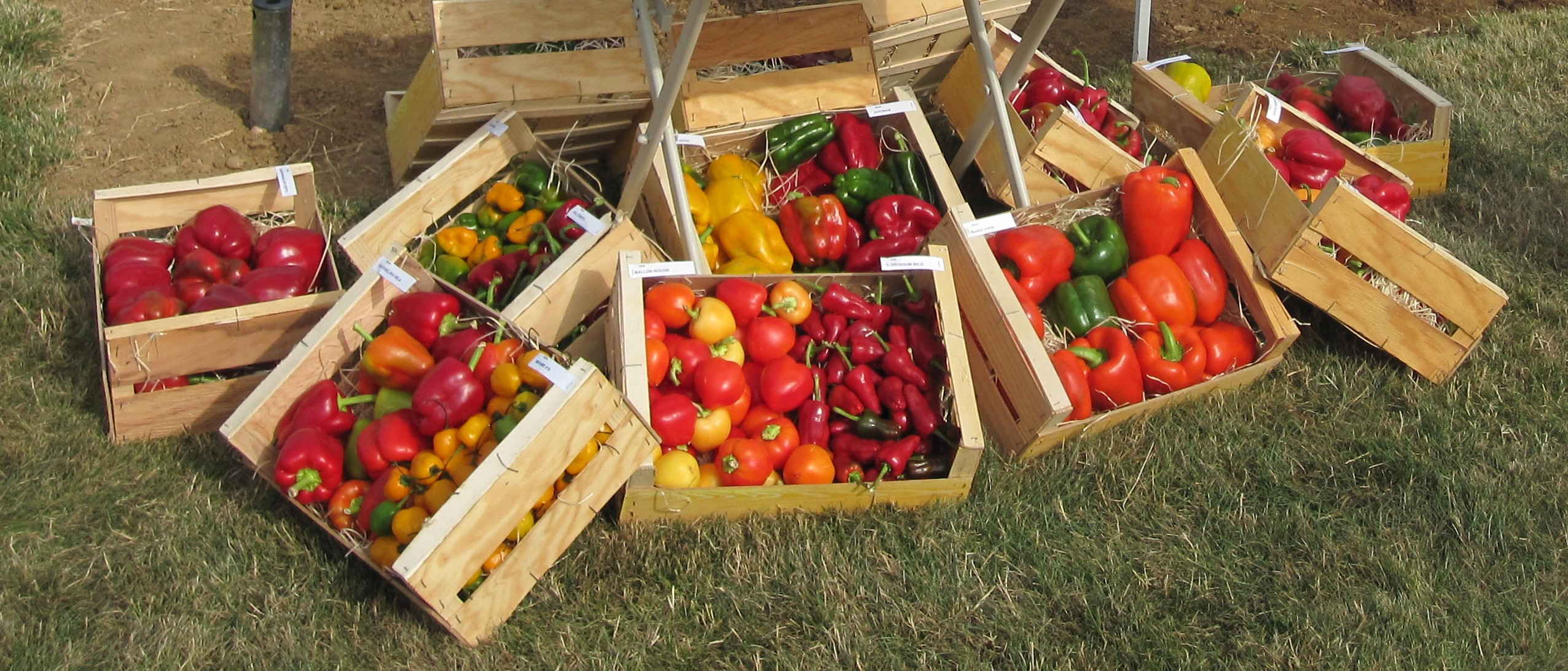
cagettes de diverses espèces et variétés de piments et poivrons

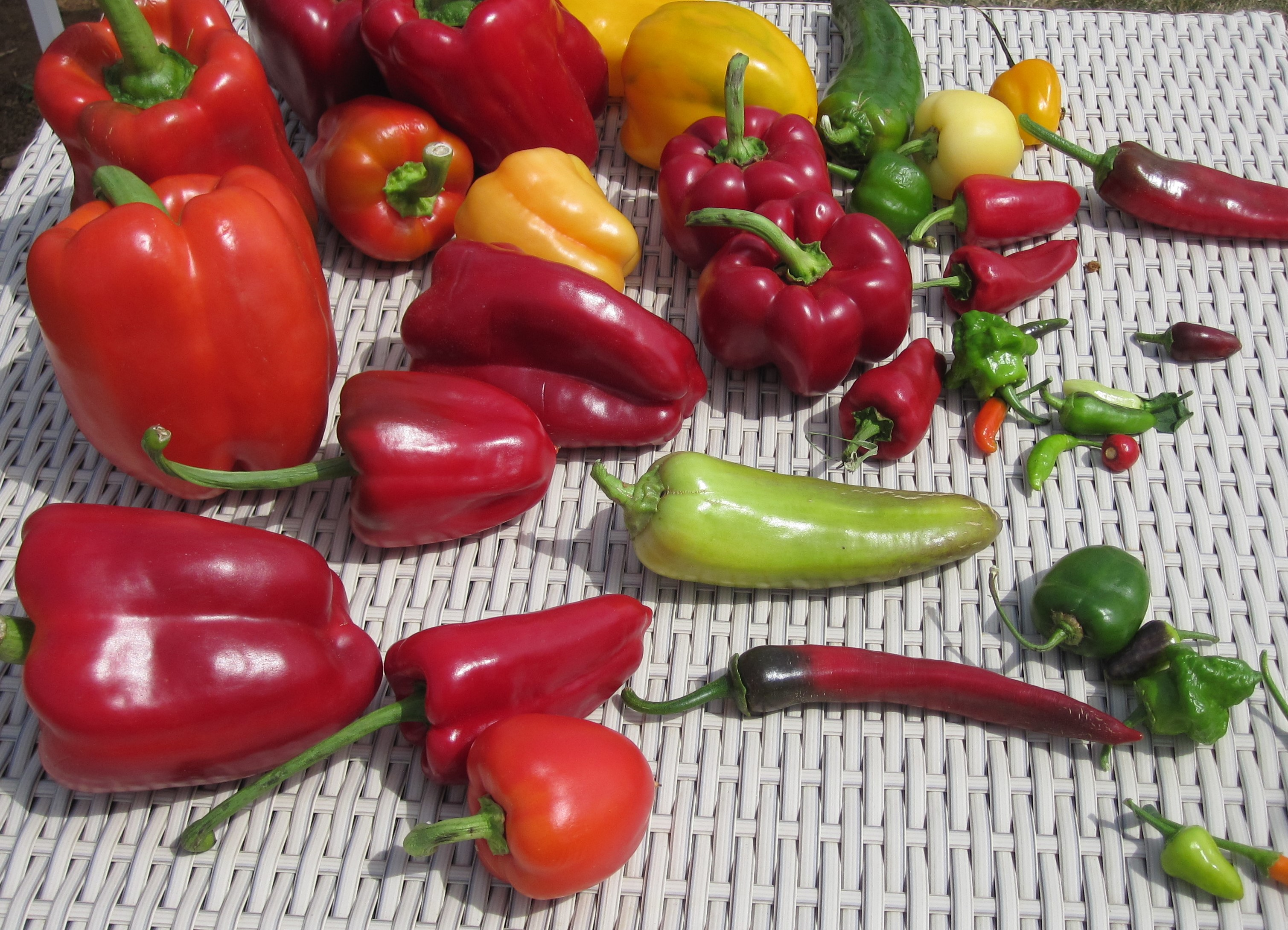
variabilité des formes et couleurs des Capsicum

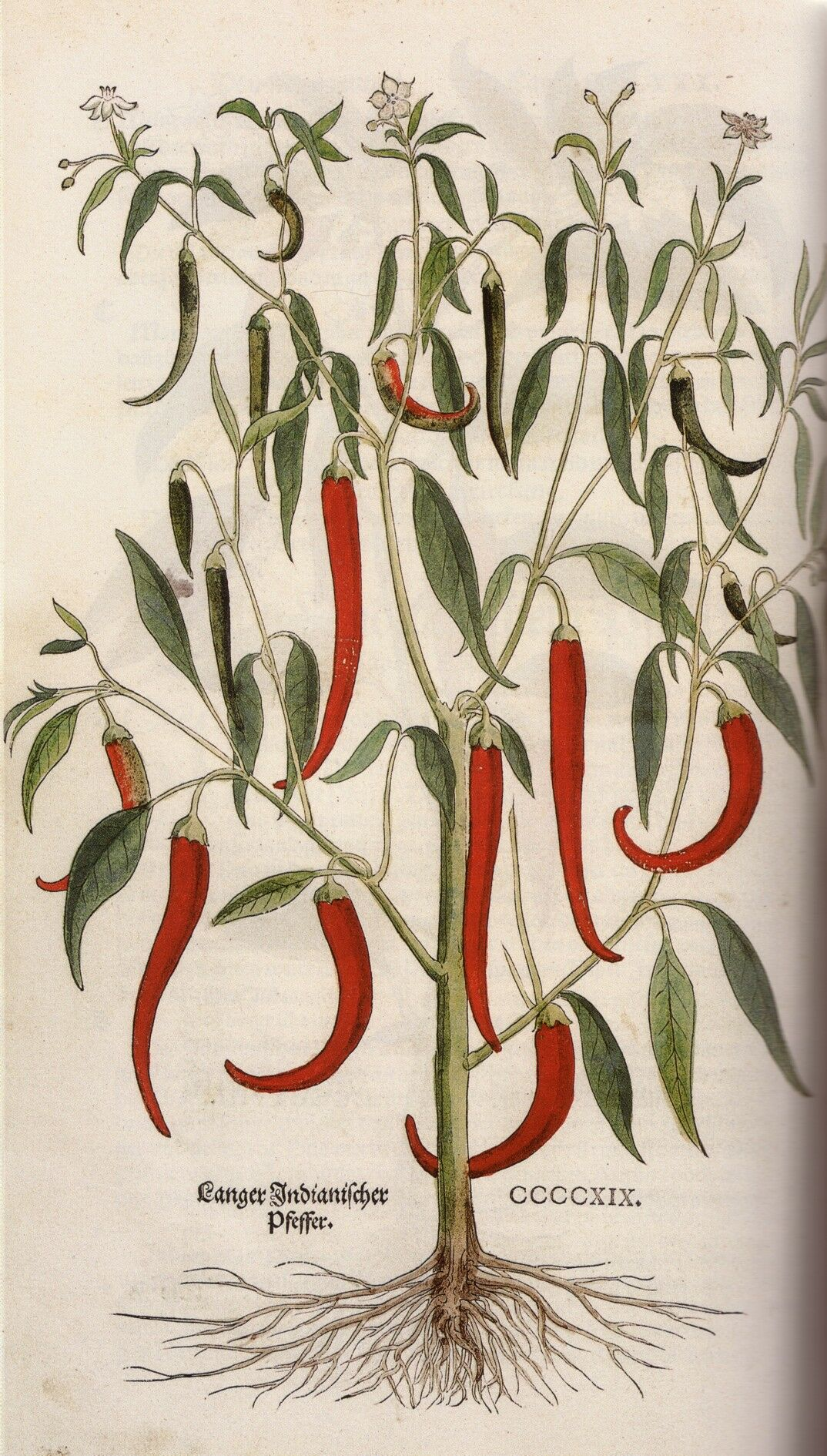
Illustration de Capsicum annuum (1542) dans De historia stirpium commentarii insignes d'Albrecht Meyer

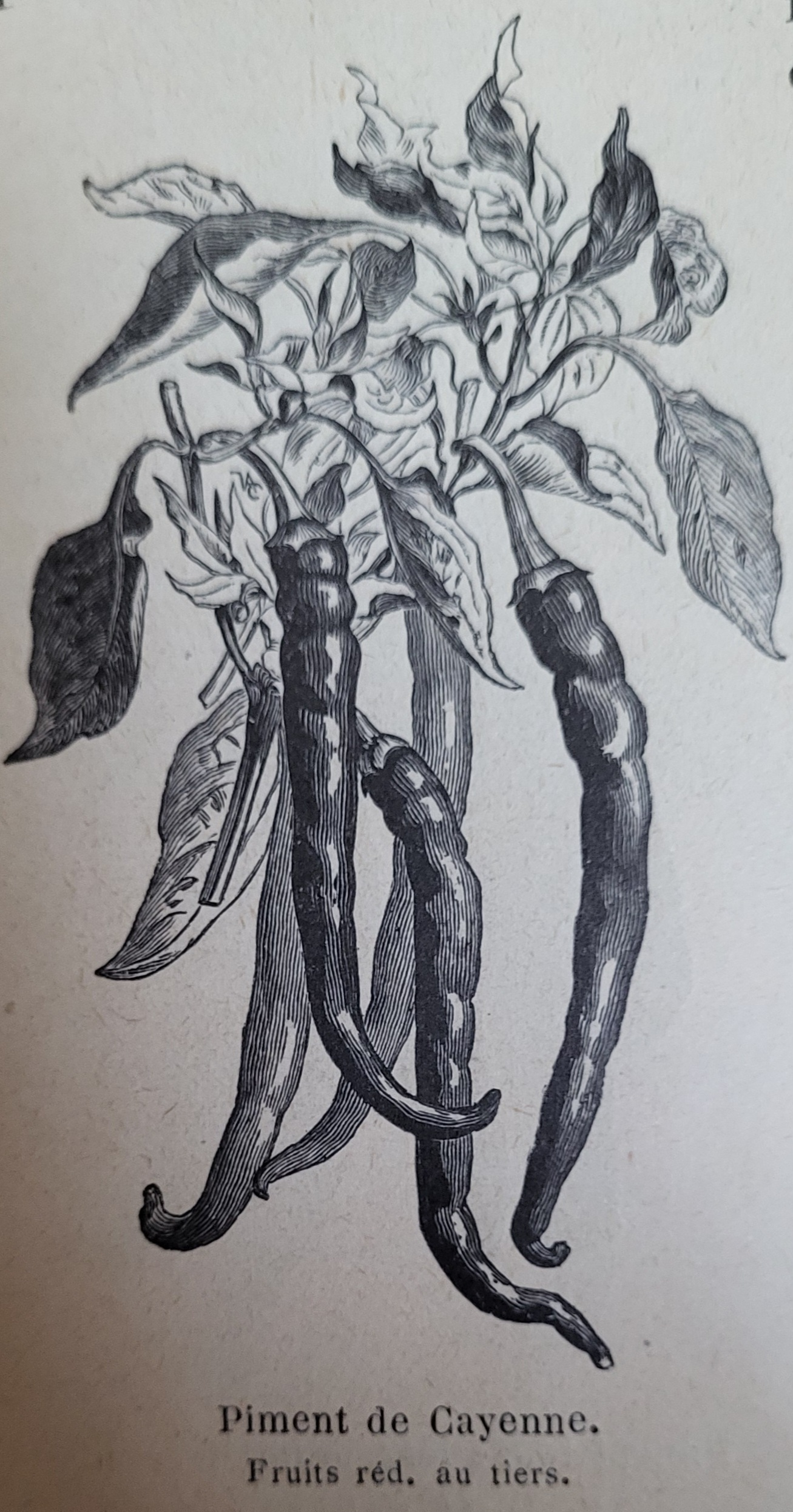
Piment de Cayenne Vilmorin 1903

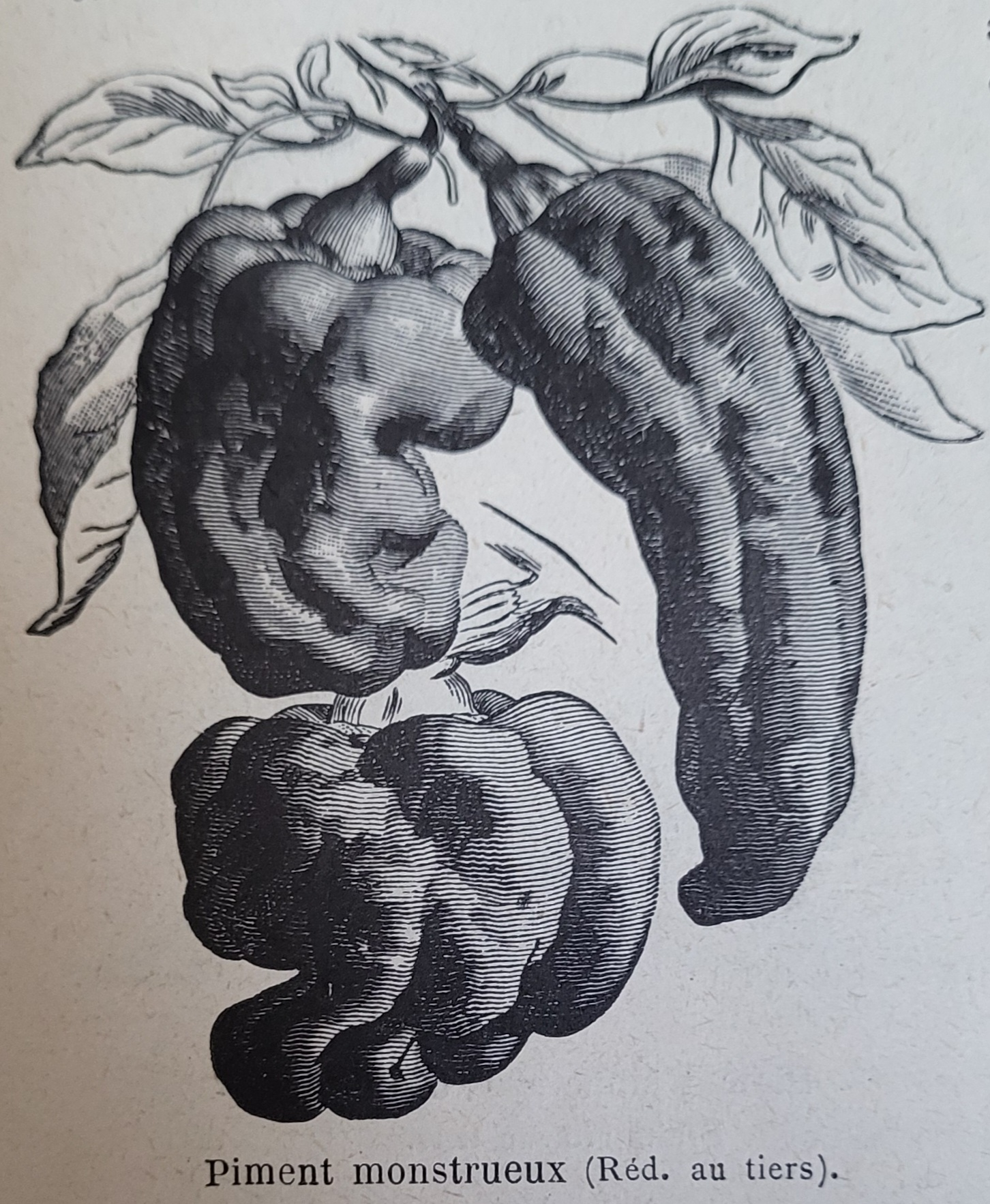
Piment monstrueux Vilmorin 1903

Il existe plusieurs milliers de variétés cultivées de piments (Capsicum spp) et de poivrons (tous sont des Capsicum annuum) dont plus de 2 300 inscrites au catalogue européen des espèces et variétés.
Les cinq espèces les plus courantes, qui sont les seules domestiquées et cultivées, sont le Capsicum annuum, le Capsicum baccatum, le Capsicum chinense, Capsicum frutescens et le Capsicum pubescens.
Pour le consommateur, la famille des piments recouvre les poivrons, les paprikas et les piments proprement dits.

## Variétés (noms vernaculaires)

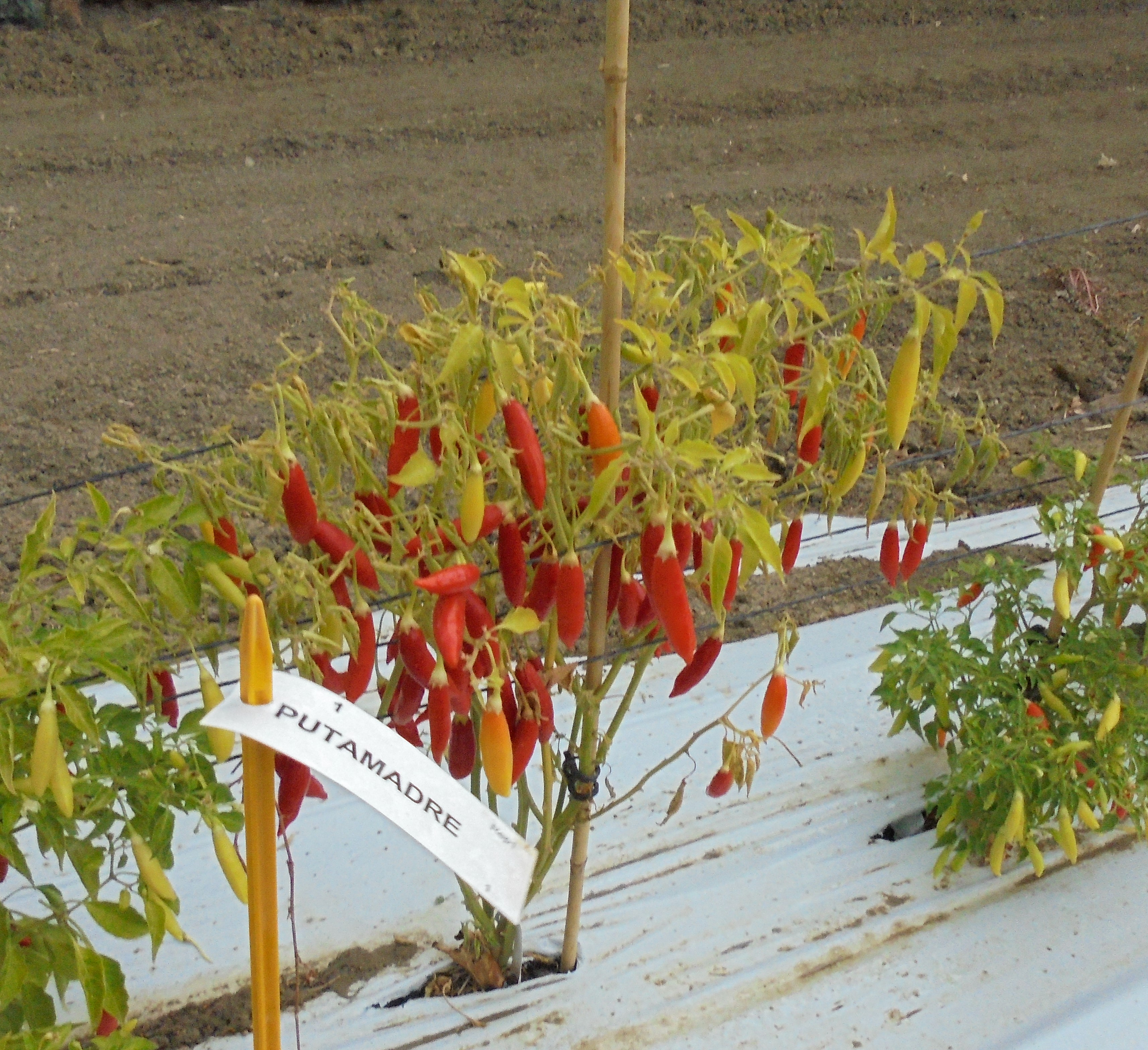
variété de piment, ressources génétiques, INRA Cavaillon

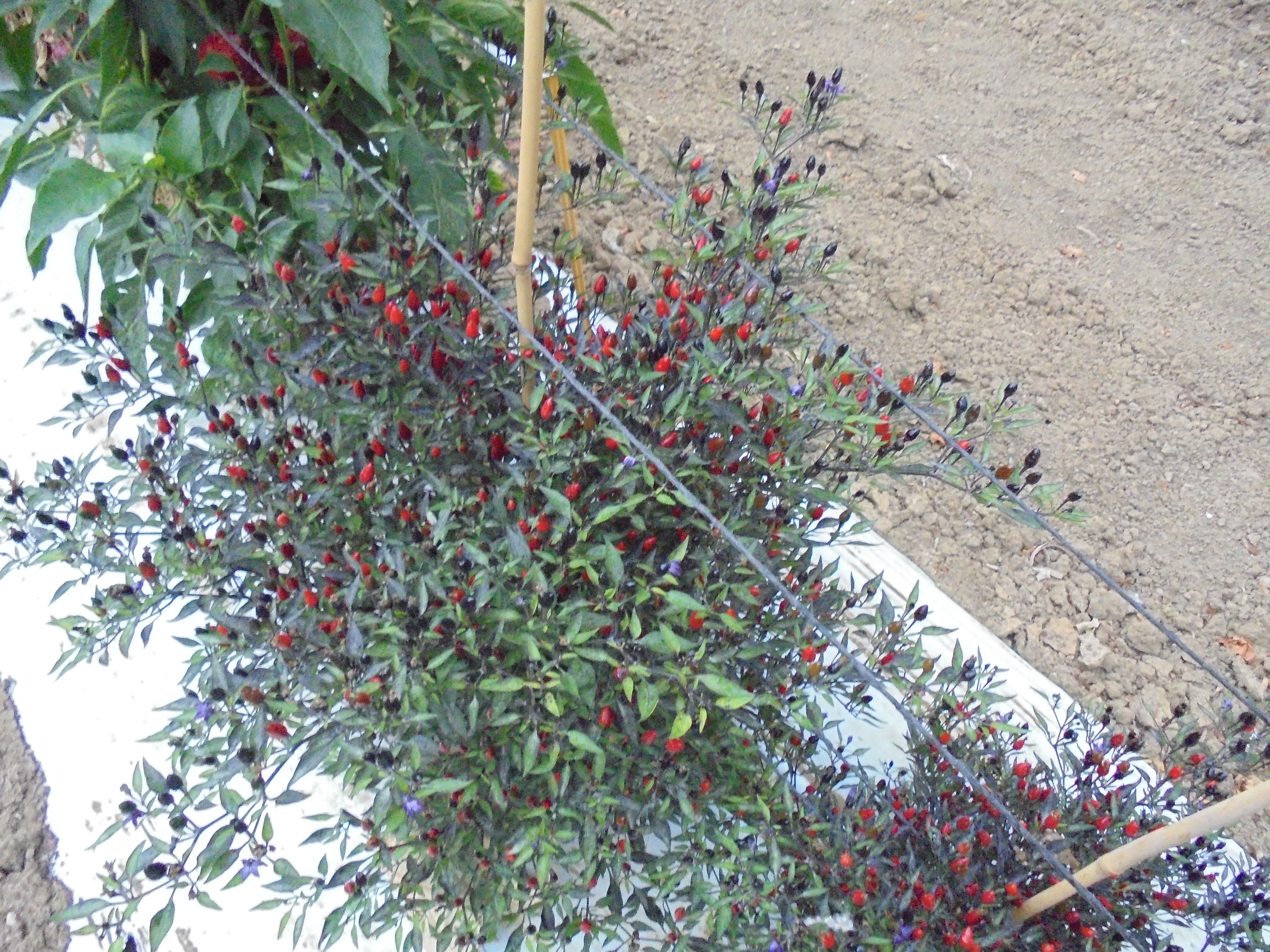
variété de piment

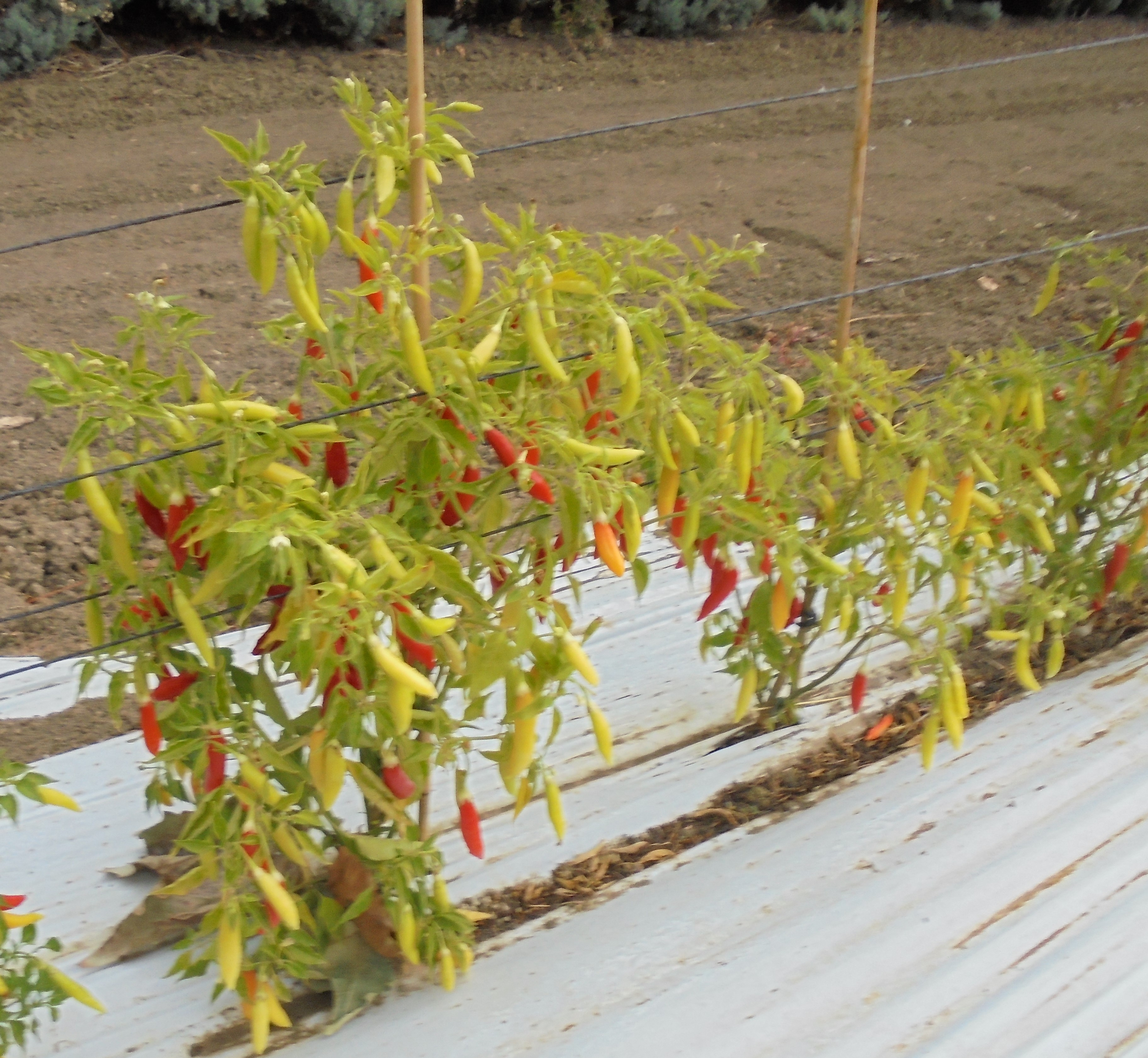
variété de piment

Parmi les nombreux noms communs des cultivars ou des types variétaux des différentes espèces et des produits finaux qui en sont faits on trouve :

### Capsicum annuum[3]
- Pimenta da neyde : originaire du Brésil, aux gousses pourpres, presque noires, très épicées.
- Piment d'Alep ou Piment Halaby ; cueilli mûr (rouge) puis séché ; Syrie, Turquie ; moyennement fort à fort
- Piment d'Anaheim (Anaheim pepper) ou Piment de Californie (California pepper) : Piment originaire de la région d'Anaheim (Californie, États-Unis) de la famille des Piments du Nouveau-Mexique, originellement dérivé du Piment de Chilaca (cf infra) ; fruits de grande taille, cueillis verts ou mûrs (rouges), consommés frais ; c'est un des poivrons/piments les plus courants aux États-Unis ; il est doux à moyennement fort
- Piment Ancho  (Chile Ancho) (Piment Large) : fruit séché de Piment Poblano (Chile Poblano), cueilli mûr (rouge); originaire comme son nom l'indique, de l'Etat de Puebla, Mexique ; le piment Ancho est de couleur rouge sombre voire brun rouge ou noir (on l'appelle alors Ancho Mulato ou Ancho Negro) ; c'est un des trois piments les plus couramment produits et consommés au Mexique avec le Piment Pasilla et le Piment Mulato ; il est doux à moyennement fort
- Piment d'Anglet ou Piment long doux des Landes ou Piment long doux de Gascogne ou Piment long doux du Pays basque ou Biper Eztia ; cueilli vert, consommé frais ; doux
- Piment d'arbol ( Piment arborescent), aussi appelé Cola de Rata (Queue de Rat) ou Pico de Pajaro (Bec d'Oiseau) par référence à la forme de ses fruits ; État d'Oaxaca et État de Jalisco ; Mexique ; cueilli mûr (rouge) puis séché ; c'est le piment fort le plus populaire au Mexique ; (certaines variétés de Capsicum frutescens proches du Piment oiseau ou Piment langue d'oiseau sont également appelées Piment d'arbol )
- Piment banane (Banana pepper) ou Piment doux banane (Sweet Banana pepper), nommé ainsi d'après les couleurs, formes et saveurs de ses fruits ; cueilli jaune-vert ou jaune, mais aussi rouge ; consommé frais ; souvent confondu avec le Peperoncino ou le Poivron Wax jaune (Yellow Wax pepper) : cf infra ; doux et sucré
- Piment Mirasol Boule (Chile Bola Mirasol) en référence à la forme de ses fruits) : variété de Piment Mirasol (cf infra) consommée frais ; (le plus souvent séchés cependant, ils deviennent des Piments Cascabel cf infra) ; Mexique ; doux à moyennement fort (Chile Bola est également utilisé pour désigner d'autres variétés, toujours en raison de leur forme...)
- Piment de Byadagi (en) (Byadagi Chilli, du nom de la ville de Byadgi (en), district de Dharwad, État de Karnataka, Inde) ; piment doux à moyennement fort
- Piment Cascabel (Chile Cascabel) (Piment Grelot, à cause du bruit que font les graines de ses fruits séchés) : fruit cueilli mûr, puis séché, des variétés de Piment Mirasol dites Chile Bola Mirasol (Piment Boule Mirasol) ou Chile Cereza Mirasol (Piment Cerise Mirasol), appelées ainsi à cause de la forme de leurs fruits ; Mexique ; doux à moyennement fort
- Piment Catarino (Chile Catarino) (Piment coccinelle), par référence à la forme et à la taille de ses fruits : variété de Piment Mirasol) ; Mexique ; consommé sec ; moyennement fort à fort
- Piment Cayenne ; assez semblable au Piment d'arbol (Chile de arbol), cf supra ; fruits de taille moyenne, cueillis rouge et consommés frais ou séchés ; fort ; (à ne pas confondre avec le Capsicum frutescens de type Piment langue d'oiseau communément appelé Piment de Cayenne en français) ;
- Piment Cayenne de Caroline (Carolina Cayenne Pepper ou Cayenne Carolina Pepper) : variété plus forte que le Piment Cayenne mentionné ci-dessus ; Caroline du Sud, États-Unis ; cueilli rouge et consommé frais ou séché ; très fort
- Piment Cerise (Aji Cereza) : variété sauvage de la jungle péruvienne ; très fort (Chile Cereza est aussi utilisé pour désigner une variété de Piment Mirasol, cf supra...)
- Piment Chao Tian Jiao (Facing heaven pepper (en) ou Piment qui pointe vers le ciel), dit aussi Yen Tsin Jiao (Piment Yen Tsin) ou Tian Jin Jiao ou Tien Tsin Jiao (Piment de Tian Jin/Tien Tsin), du nom de la province de Chine dont la ville du même nom était le chef-lieu ; un des piments les plus populaires en Chine ; proche du Piment Thaï, cf infra ; consommé le plus souvent séché ; Sichuan, Chine ; moyennement fort à fort
- Piment Chi Chien (Chi Chien pepper) : un autre des piments les plus populaires de Chine ; fort à très fort
- Piment de Chilaca (Chilaca Chile), du nom de la ville de Chilaca, État d'Oaxaca, Mexique : son fruit allongé cueilli mûr, marron, puis séché, devient le Piment Pasilla (Chile Pasilla) ou Chile Negro (Piment Noir) ; un des trois piments les plus couramment produits et consommés au Mexique avec le Piment Ancho et le Piment Mulato ; doux à moyennement fort
- Piment Chilhuacle (Chile Chilhuacle) ou Piment Ancien en Nahuatl : désigne différentes variétés anciennes et devenues rares du Mexique
- Piment de Chimayo (en) (Chimayo Pepper), du nom de la ville de Chimayo, Nouveau-Mexique (en), États-Unis, chef-lieu de la région d'où il est originaire ; cueilli vert et consommé frais, ou rouge, te consommé frais ou séché ; doux à moyennement fort
- Piment Chipotle (Chil potli ou Piment fumé en langue Nahuatl) : fruit cueilli mûr, puis séché par fumage, du Piment Jalapeño, cf infra ; variantes selon le lieu : Chipotle Morita ou Chipotle Colorado dans le Nord du Mexique, fruit cueilli mûr, puis séché avec léger fumage, et Chipotle Meco ou ahumado au centre et dans le Sud du Mexique, fruit cueilli quand il commence à sécher, et plus longuement fumé ; moyennement fort à fort
- Piment Choricero : le poivron/piment qui parfume le chorizo ; consommé frais et rouge, ou séché, et alors noir ; Espagne ; doux à moyennement fort
- Poivron Corne de Taureau (Corno Di Toro Peperoni) ; vert, jaune ou rouge ; Italie, Maghreb ; doux
- Piment Costeño (Chile Costeño) (Piment de la Côte) : nom donné à plusieurs variétés de piments cultivés non loin des côtes Est ou Ouest du Mexique, apparentées aux différentes variétés de ce pays
- Piment Cubanelle (en) ou Poivron Cubanelle, du nom de l'île de Cuba... mais surtout cultivé à Puerto Rico et en République dominicaine, où il est appelé Aji Cubanela ; fruits allongés consommés frais ; doux
- Piment Dhani : variété du sud de l'Inde de Piment œil d'oiseau, cf infra ; très fort
- Dolmalik (Dolmalik Biber) : proche du Piment Poblano mexicain ; Turquie ; doux
- Piment doux d'Espagne
- Piment Dundicut (en) (Dundicut pepper) : variété de Piment Cerise le plus souvent consommé sec ; Sindh, Pakistan ; moyennement fort à très forts (le même nom est donné, dans la même région, à des variétés de Capsicum frutescens...)
- Piment d'Espelette (en langue basque: Ezpeletako Biperra): Appellation d'Origine Protégée du Pays basque français ; consommé séché ; moyennement fort
- Piment de Fresno (en) (Fresno chili pepper), du nom d'une ville de Californie : Variété proche du Piment Jalapeño ,(cf infra) développée au Nouveau-Mexique, États-Unis ; le plus souvent cueilli vert et consommé frais ; doux à moyennement fort
- Piment Friggitello (en) dit aussi Piment Italien Doux, Piment de Toscane, Piment Grec, etc ; Italie, Grèce, Turquie, etc ; le plus souvent cueilli jaune-vert et préparé au vinaigre ; doux à moyennement fort (appelé Pepperoncini aux USA et dans les pays anglo-saxons, pluriel à l'orthographe modifiée du nom Peperoncino (en) qui est, en italien, le nom générique des piments forts...)
- Piment Guajillo (Chile Guajillo) (Petite Gourde par référence à sa forme) : fruit cueilli mûr, puis séché, d'une variété de Piment Mirasol (Chile Mirasol) majoritairement cultivé dans l'État de Zacatecas, Mexique ; un des piments les plus couramment produits et consommés au Mexique ; apprécié frais en Espagne ; moyennement fort
- Piment Guntur Sannam (en) (variété la plus réputée de Piment de Guntur (en), du nom de la région de Guntur, de l'Etat d'Andhra Pradesh, Inde et Sannam qui signifie « Mince » en langue Telugu, ; dit aussi Red Chilli Long (Piment Rouge Long) ; le plus souvent consommé sec ; fort
- Piment d'Ibarra (en espagnol : Guindillas de Ibarra) : détenteur du label Ibarrako Piparrak produit dans la région d'Ibarra (Guipuscoa) au Pays basque espagnol ; doux à moyennement fort
- Piment Jalapeño (Chile Jalapeño), du nom de la ville de Jalapa, État de Veracruz, Mexique ; consommé vert ou rouge frais, ou cueilli mûr, rouge, puis séché. Il devient alors le Piment Morita (Chile Morita) ; cueilli mûr puis séché par fumage, il devient le Piment Chipotle (Chile Chipotle), cf supra, ou une de ses variantes selon le lieu : Chipotle Morita ou Colorado au nord du Mexique ou Chipotle Meco au centre et dans le Sud du Mexique ; moyennement fort
- Piment Jwala (in extenso Pusa Jwala ou Feu intense en hindi) ; originaire du Gujarat ; un des piments les plus populaires en Inde ; proche du Piment Cayenne, cf supra ; le plus souvent cueilli vert et consommé frais ; fort
- Piment de Kabylie : Algérie ; fort
- Piment Kashmiri (Kashmiri Chilli ou Kashmiri Mirch) ; du nom de sa région d'origine, le Cachemire ; également cultivé dans l'Etat voisin d'Himachal Pradesh, et dans toute l'Inde ; le plus souvent utilisés sec ; doux à moyennement fort
- Kirmisi Biber (Piment Rouge) ; Turquie ; consommé sec, en flocons ; doux à moyennement fort
- Piment Mirasol ( Chile Mirasol ou Piment qui regarde le soleil) et, selon la forme de ses fruits, Chile Trompa Mirasol (Piment Mirasol Trompe par référence à la direction de pousse de ses fruits vers le haut et à leur forme en trompes d'éléphant...), Chile Puya Mirasol ou Chile Pulla Mirasol (Piment Mirasol Pique), Chile Bola Mirasol (Piment Mirasol Boule), Chile Cereza Mirasol (Piment Mirasol Cerise) etc : brun orangé à maturité, les fruits séchés de ces nombreuses variantes deviendront Piment Guajillo (Chile Guajillo), Piment Puya ou Piment Pulla (Chile Pulla ou Chile Puya),Piment Cascabel (Chile Cascabel), Piment Catarino (Chile Catarino ou Piment Coccinelle), etc. ; Mexique ; moyennement forts à forts
- Piment Morita (Chile Morita ou Piment Petite Mûre, par référence à leur taille et couleur) : cf plus haut : fruit cueilli mûr et séché de Piment Jalapeño ; Mexique ; moyennement fort à fort
- Piment Mulato (Chile Mulato, Mulato pepper ou Piment mulâtre, par référence à sa couleur) : fruit cueilli très mûr, puis séché, d'une variété de Piment Poblano ; aussi populaire que le Piment Ancho et, comme lui, de couleur brun-chocolat ou presque noir[4] ; un des trois piments les plus couramment produits et consommés au Mexique avec le Piment Ancho et le Piment Pasilla ; le plus fort des trois, tout en restant relativement doux
- Piment Mundu ( Mundu Chilli) ; Piment Cerise du Tamil Nadu, Inde ; doux à moyennement fort
- Piments du Nouveau-Mexique(en), (New Mexico Pepper) ou NuMex Pepper (en) par référence au nom de l'Université du Nouveau-Mexique qui « développe » cette famille de piments dont font partie les doux Piment d'Anaheim, cf supra, dont les NuMex Big Jim aux fruits de 30 cm, et les Piments de Hatch (vocable qui désigne les différentes variétés de Piments du Nouveau-Mexique cultivées dans cette région), mais aussi les variétés également à grands fruits mais plus piquantes Velarde, Española et  Barker's ; cueillis vert ou rouge ; consommés frais ou secs ; de doux à moyennement fort
- Piment œil d'oiseau (Bird's eye chili pepper), nommé ainsi à cause de la forme petite et ronde de ses fruits, ou Piment pequin (en) (Chile Pequin) ou Piment Piquin (Chile Piquin) soit Petit Piment en mexicain: variétés issues du Piment tepin (Chile tepin), variété sauvage à petits fruits très piquants que l'on trouve entre le Sud du Texas et le Nord du Mexique et le Nord de l'Amérique du Sud ; ses nombreuses variétés sont cultivées au Mexique, où leurs fruits séchés deviennent les Chile Bravo, Chile Mosquito, Chile Pequeño, etc. ; aux Antilles; en Amérique centrale et Amérique du Sud ; en Afrique ; dans le Sud de l'Inde et le Sud-Est asiatique ; en Chine, etc ; consommé frais ou sec ; fort à très fort. (NB : à ne pas confondre avec les Capsicum frutescens Piment oiseau et Piment langue d'oiseau... quoique ces termes soient parfois employés pour désigner des Capsicum annuum...)
- Piment de Padrón (en espagnol : Pimiento de Padrón en galicien: Pemento de Padrón), du nom de la ville de Padrón (La Corogne) en Galice ; AOP ; le plus souvent cueilli vert et consommé frais ; doux à moyennement fort
- Piment Pasilla (Chile Pasilla), dit aussi Piment Noir (Chile Negro): fruit cueilli mûr, marron, puis séché, il devient alors presque noir, de Piment de Chilaca (Chilaca chile) (cf. supra) ; État d'Oaxaca, Mexique ; un des trois piments les plus couramment produits et consommés au Mexique avec le Piment Ancho et le Piment Mulato ; les Pasilla de Oaxaca sont, eux, séchés par fumage ; doux à moyennement fort, légèrement plus fort que le Piment Ancho
- Peperoncino (en): nom générique des piments forts en italien ; aux USA et dans les pays anglo-saxons, Pepperoncini désigne le Piment Friggitello (en), dit aussi Piment Italien Doux, Piment Grec, etc., voir plus haut).
- Piment de piquillo ou Poivron Piquillo: Pimiento del Piquillo de Lodosa; AOP ; Espagne ; doux
- Piment Poblano (Chile Poblano), du nom de l'État de Puebla, Mexique) : cultivé au Mexique, aux États-Unis, etc. ; son fruit récolté mûr, marron foncé, presque noir, puis séché, devient le Piment Ancho (Chile Ancho), cf supra ; un des trois piments les plus couramment produits et consommés au Mexique avec le Piment Pasilla et le Piment Mulato ; doux à moyennement fort
- Poivrons ou Piments doux : de formes et de couleurs variées (vert, jaune, rouge ou brun) ; Europe ; consommé frais ou picklés ; doux
- Piment Pulla (Chile Pulla) ou Piment Puya (Chile Puya) (Piment Pique à cause de la forme de ses fruits) : fruit cueilli mûr, puis séché, de variétés Chile Pulla Mirasol ou Chile Puya Mirasol (Piment Mirasol Pique) de la famille des Piments Mirasol, cf supra ; proches du Piment Guajillo , cf supra ; Mexique ; moyennement fort
- Salem Gundu (Round chilli ou Piment Rond) ; Piment Cerise du Tamil Nadu, Inde ; consommé le plus souvent séché ; moyennement fort
- Piment Santaka ; Japon ; fort
- Piment serrano (Chile serrano ou Piment des sierras/des montagnes) : cultivé au Mexique, dans l'État de Puebla et l'État de Hidalgo (qui donne son nom à une de ses variétés), aux États-Unis, etc. ; le deuxième piment fort le plus populaire au Mexique, après le Piment d'arbol ; souvent cueilli vert et consommé cru ; sinon cueilli mûr, marron, et séché ; moyennement fort à fort
- Piment Shishito ; Japon ; cueilli vert ; doux
- Siling haba (en) (Piment long) ; Philippines ; fort
- Siling lara ; Philippines ; poivron à petits fruits
- Sivri Biber (Piment Fort) : le piment fort le plus populaire en Turquie
- Piment Tabiche désigne un piment peu piquant au Mexique (Chile Tabiche), et un piment très fort en Inde (Tabiche Chilli) ; utilisé sec dans les deux cas
- Piment tepin (Chile tepin ou Chiltepin) : variétés sauvages à petits fruits ronds très piquants du Sud que l'on trouve dans la nature entre le Sud du Texas et le Nord du Mexique et le Nord de l'Amerique du sud ; ses variétés cultivées comptent le Piment Piquin du Mexique, le Bird's eye chili pepper ou Piment œil d'oiseau d'Afrique et d'autres zones tropicales, etc ; fort à très fort
- Piment Thaï : désigne différentes variétés cultivées de type Piment œil d'oiseau, dérivées du Piment tepin, cf supra, dont une est également connue sous le nom de Sriracha, qui désigne aussi une sauce renommée thaïlandaise ; se décline en de nombreuses sous-variétés dans tout le sud-est asiatique: en Thaïlande où on en dénombre au moins trois, dont le Thaï Dragon, très fort ; au Viet-Nam; au Cambodge ; au Laos, où on le nomme Mak Phet ; mais aussi en Inde, où une variété est le Piment Dhani, au Sri Lanka ; en Chine, où une variété est le Chao Tian Jiao (en) ; au Japon, etc. ; fort à très fort ; (Piment Thaï est également utilisé pour désigner des variétés de Capsicum frutescens...)
- Piment de Tien Tsin : autre nom du Chao Tian Jiao (en), cf supra, ou d'une de ses variétés ; variété très populaire en Chine de Piment Thaï ; fort à très fort
- Pimenton de la Vera : AOP d'Estrémadure, Espagne ; doux à moyennement fort
- Poivron Wax Hongrois doux et Poivron Wax Hongrois fort : variétés de Wax Pepper (Piment Ciré, par référence au brillant de sa peau) ; originaires de Hongrie comme leur nom l'indique ; matières premières du paprika ; doux ou moyennement fort
- Piment Yatsufusa ou Piment du Japon ; fort
- Piment du Yunnan : similaire au mexicain Chile de arbol, cf supra ; Chine ; fort

### Capsicum baccatum
- Aji Amarillo (Piment Jaune), également appelé Aji Verde (Piment Vert) selon son degré de maturité ; également appelé Aji Escabeche par référence à son utilisation culinaire ou Kellu Uchu (Piment jaune) ou, lorsqu'il est séché, Puka Uchu (Piment rouge) ou Aji Cuzqueño, par référence à la ville de Cuzco, Pérou, ou encore Aji Chinchi en Bolivie : variété(s) de piment la plus commune au Pérou ; moyennement fort à fort
- Piment Carry: Ile Maurice ; le plus souvent consommé vert ; moyennement fort à fort
- Aji Cito : Pérou ; le plus fort des Capsicum baccatum (... mais Aji Cito peut également désigner un Capsicum chinense doux...)
- Piment Couronne d'évêque (en) ( Bishop's crown) ou Christmas bell (Cloche De Noël) ou Joker's Hat (Chapeau de Bouffon) ; Caraïbes, Amérique du Sud ; selon variété, de doux à... fort
- Aji limon ; Pérou ; doux à moyennement fort
- Aji Mirasol (Piment qui regarde le soleil) ; Pérou ; fort à très fort (différent du Capsicum Annuum Chile Mirasol)
- Aji panca (en) (Piment Marron) ou Aji Brown, également appelé Aji Colorado (Piment Rouge) : deuxième variété de piment la plus commune au Pérou après le Aji Amarillo ; rouge sombre à marron ; doux (selon certains, ce nom désigne aussi un Capsicum chinense relativement doux du Pérou)
- Aji Rocotillo : originaire du Pérou, cultivé à Cuba, Porto Rico et dans le Sud des États-Unis ; doux à moyennement fort ; (le même vocable désigne un Capsicum chinense d'une variété équivalente au Piment Habanero, cf infra) ;

(NB : Aji est le nom ancien du piment dans les Caraïbes, par lequel on désigne les piments en Amérique centrale et du Sud)

### Capsicum chinense[5]
- Piment antillais : voir piment habanero
- Piment des Bahamas (Bahamian chili pepper) : variété de Piment Habanero (cf infra) ; Bahamas ; consommé frais ; très fort (il existe aussi aux Bahamas une variété proche du Piment Végétarien antillais)
- Bhut Jolokia (Ghost Pepper ou Piment Esprit) : jaune, rouge ou marron ; Assam , Bangla Desh ; très fort
- Aji Cachucha (Piment Casquette, à cause de la forme de ses fruits) ; vert ou rouge ; Venezuela, Cuba, Porto Rico; consommé frais ; doux
- Carolina Reaper  (la « Faucheuse de la Caroline ») : variété hybride de Piment Habanero (cf infra) créée en Caroline du sud, États-Unis ; un des piments les plus forts du monde
- Aji Charapita : variété sauvage de Capsicum chinense ; jungle péruvienne ; consommé frais ; très fort
- Piment Datil (en) (Datil Pepper ou St. Augustine Pepper ou Piment Saint Augustine, du nom du chef-lieu de sa région d'origine et de production, en Floride, États-Unis) ; consommé frais ; très fort
- Sweet Datil Pepper (Piment Doux de Datil): semblable au Piment Végétarien antillais ; doux
- Aji dulce (en) (Piment doux) : jaune (Aji dulce amarillo) ou rouge (Aji dulce colorado) ; Venezuela, Cuba, Porto Rico; consommé frais ; doux, comme son nom l'indique, à moyennement fort (proche du Piment Végétarien antillais, cf infra)
- Piment Fatalii (en) (Fatalii Pepper) : variété jaune de Piment Habanero d'Afrique centrale et du sud ; très fort
- Piment Habanero (du nom de la ville de La Havane, mais d'après certains, initialement Javanero car originaire de l'Ile de Java...ce qui est douteux, tous les piments étant originaires d'Amérique...) : le Habanero est originaire d'Amazonie ; les plus gros producteurs en sont aujourd'hui le Yucatán (Mexique), l'Amérique Centrale et les Caraïbes ; il est aussi cultivé en Amérique du Sud tropicale, aux États-Unis, mais aussi en Afrique centrale et du sud, en Chine tropicale (dont Ile de Hainan), dans le Sud-Est asiatique, et en Europe, dans le Sud de l'Espagne ; ses nombreuses variétés incluent : le Piment antillais, - dont, en créole français, le Bondamanjak, le Piment sept court-bouillons, le Piment lampion, etc des Antilles françaises; le Piment Bouc d'Haïti ; le Trinidad seven pot chili pepper (Piment sept marmites de Trinidad), le Black habanero, le Chocolate habanero, le Trinidad Congo, dont le Trinidad Black Congo, le Trinidad Brown Congo, le Trinidad Red Congo et le Trinidad Yellow Congo de Trinidad et Tobago ; le Caribbean hot pepper (Piment fort des Caraïbes), le Jamaican hot pepper (Piment fort de la Jamaïque), jaune, rouge ou chocolat, et le Piment bonnet écossais (Scotch Bonnet) de la Jamaïque ; le Aji Rocotillo ou Chile Rocotillo du Pérou et de ses voisins d'Amérique du Sud tropicale ; le Piment cabri de La Réunion ; le Piment Tsilanidimilahy de Madagascar ; le Piment Fatalii (en) d'Afrique ; et d'autres encore... ; consommés le plus souvent frais, mais aussi séché ; très forts
- Piment Lanterne jaune de Hainan (en) ; Hainan (Chine) ; très fort
- Aji Limo : Pérou ; consommé frais ; très fort
- Piment Naga (Naga chilli) : variétés d'Inde de Capsicum chinense ; très fort
- Naga viper : variété hybride de Piment Naga créée au Royaume-Uni ; un autre des piments les plus forts du monde
- Trinidad moruga scorpion : variété hybride de Habanero ; district de Moruga, Trinidad et Tobago ; encore un des piments les plus forts du monde ;
- Trinidad Perfume ; doux
- Piment Végétarien : doux et particulièrement parfumé ; consommé frais ; Antilles françaises
- Piment Biquinho (petit bec ou goutte) : variété du brésil doux, rouge ou jaune

### Capsicum frutescens
- Piment oiseau ou Piment langue d'oiseau ou African bird's eye chili pepper (Piment œil d'oiseau africain) (à ne pas confondre avec les Piments œil d'oiseau de cultivars Capsicum annuum, cf supra) ou African devil (Diable africain) ou Piment zozio aux Antilles françaises, Piment martin à La Réunion, et Pili pili (piment en Swahili et dans les Langues bantoues) en Afrique - où les variétés les plus connues sont le Congo et le Mombasa -, ou, particulièrement lorsqu'il est séché ou en sauce, Piri piri en anglais et au Portugal ou Peri peri dans les pays lusophones d'Afrique: Mozambique et Angola, - où il est cultivé, mais pousse aussi à l'état sauvage - ; fort à très fort (NB: à ne pas confondre avec les Capsicum annuum Piment œil d'oiseau, quoique ces termes soient aussi utilisés pour désigner des Capsicum frutescens...)
- Cabai Rawitt : variété de Piment oiseau d'Indonésie ; fort à très fort
- Piment de Cayenne (du nom de la ville de Guyane française) ou Piment enragé ; fort à très fort ; (à ne pas confondre avec l'appellation Cayenne pepper anglo-saxonne utilisée pour désigner un Capsicum Annuum, cf supra)
- Piment de Hawaii
- Piment Malagueta (en) ; variété de Piment oiseau du Brésil, d'Angola, du Mozambique ; très fort
- Siling labuyo (en) (Piment sauvage en langue tagalog) : variété de Piment oiseau des Philippines ; fort à très fort
- Piment tabasco (en) (Tabasco Pepper), du nom de l'État de Tabasco , Mexique : cultivé en Louisiane, pour la fabrication de la sauce qui porte son nom, mais aussi au Mexique etc. ; moyennement fort à fort
- Piment Wiri Wiri (Wiri Wiri pepper ou Hot cherry pepper) ; Guyana ; très fort
- Piment Xiaomila du Yunnan : un des trois piments les plus populaires de Chine ; fort

### Capsicum pubescens
- Piment rocoto (Aji rocoto ou Chile rocoto au Pérou et en Équateur) ou Piment locoto (Aji locoto ou Chile locoto en Argentine et en Bolivie) ; également appelé Aji manzano ou Chile manzano (Piment pomme) ou Aji peron ou Chile peroñ (Piment poire), selon la forme de ses fruits, entre autres au Mexique ou Chile caballo au Guatemala etc : originaire des pays des Andes ; cueilli vert, jaune ou rouge ; fort à très fort
- etc.

### Autres plantes appelées piment
- Myrica gale : piment royal ou piment aquatique (Myricacées)
- Pimenta dioica : piment de la Jamaïque, quatre épice, bois d'Inde (Myrtaceae)
- Pimenta racemosa : arbre dénommé piment couronné ou bois d'Inde (Myrtaceae)
- Piper nigrum : piment noir, blanc, vert (Pipéracées)
- Polygonum hydropiper : piment aquatique (Polygonacées)